# ハートルプール原子力発電所
ハートルプール原子力発電所（英: Hartlepool nuclear power station）はイギリスのノース・イースト・イングランド、ダラム、ハートルプール2.5マイル南、ティーズ川河口北岸に位置する原子力発電所。
発電所の正味出力は1190メガワットで、英国のピーク電力需要60GWの2%程度に相当する。原子炉は改良型ガス冷却炉(AGR)で、ハートルプールは英国で3番目にAGRを導入した原子力発電所であった。ハートルプール原子力発電所は主要都市近郊に建設された初めての原子力発電所である。
もともと1967年に計画され、建設は1969年に始まった。発電は1983年に始まり、1985年に商用利用が始まった。当初は中央発電局が運用していた。
1990年代の英国の電力供給産業の民営化に伴って、発電所はニュークリア・エレクトリック、ブリティッシュ・エナジーの所有となり、現在はEDFエナジーが所有、運用している。
2010年10月18日、英国政府はハートルプールを将来の原子力発電所適地の1箇所として公表した。

## 歴史
ダンジネス原子力発電所の改良型ガス冷却炉（AGR）の成功によって、中央発電局（CEGB）はダラム炭田の海岸沿い、シートンクロー（en）海水浴場の近郊に3箇所目のAGR発電所の建設を計画した。この計画は石炭産業の存続が脅かされ、CEGBが石炭から代替燃料へと移行しようとしている時に行われた。
このため、政府による遅延は短く、シートンクロー発電所の計画が認可は進められた。発電所の建設が認可されたために、英国石炭委員会はCEGBから原発計画の代替として考えられていたグライムソープの流動層燃料（FBC）石炭発電所の建設を行わなかった。これによって、イギリスはFBC技術が石炭の燃焼の最適解として国際的に認識される前に先駆的なFBC技術を得る機会が失われた。
シートンクローからは1.65マイルに位置しており、中間にはティーズサイド工業団地があるというこれまでの英国の原発よりも主要都市域に近い場所に建設されることとなった。これが受け入れられるようにするために、発電所の原子炉はプレストレスト・コンクリートの圧力容器に入れられることとなった。

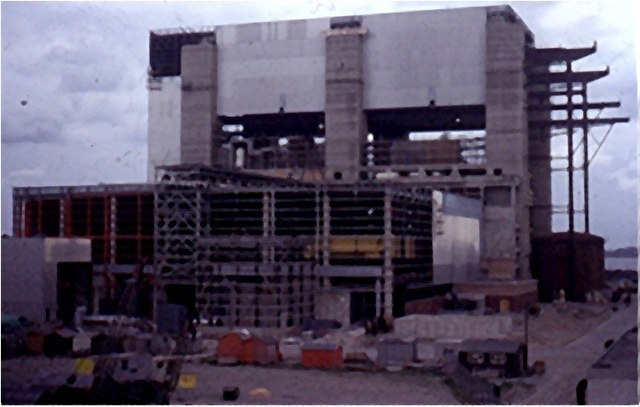
建設中の発電所、1972年6月

建設はイングリッシュ・エレクトリック、バブコック・インターナショナル、テイラー・ウッドロウによるコンソーシアムのニュークリア・デザイン&コンストラクションによって行われた、1969年に建設が開始されたが、原子力施設検査局（Nuclear Installations Inspectorate）が発電所のボイラー設計の一部に不満であると主張したため建設は1970年に延期され、CEGBに2500万ポンドを費やさせた。原子炉はナショナル・ニュークリア・コーポレーションが、発電所の発電機材はゼネラル・エレクトリック・カンパニーが供給した。14年間にわたって建設が行われ、発電所の最初の2ユニットは1083年に、その他のユニットは1985年に委託された。発電所の商用発電開始は1983年8月1日であった。

## 仕様
発電所は改良型ガス冷却炉であり、2機の1575MW改良型ガス炉を2機の660MW発電機の熱源として使い、最大発電容量は1320MWとなっている。発電所の正味発電量は1190MWで、150万世帯分の電力である。

## ビジターセンター
1990年、相互関係的なビジターセンターが存在し、幾つかの特別なイベントを行う出張授業のための活動センターが存在すた。発電所のツアーもここで行われていた。センターは電力の民営化が行われた1990年に閉鎖されたが、現在のEDFエナジーによってリニューアルオープンされている。

## 将来
発電所はもともと2009年の停止を予定していたが、2007年に原子力規制局から追加で5年間の運用認可が与えられ、発電は2014年まで継続されることになった。
2010年、寿命がさらに5年間延ばされ、発電は2019年まで可能となっている

### 新原子炉
2008年7月、発電所の運用者であったブリティッシュ・エナジーはこの発電所は原子炉の置き換えによい場所であると示唆した。1年後の2009年7月、英国政府はイギリスとウェールズの原子力発電所建設適地の11箇所の一つとしてハートルプールをあげていた。2009年11月9日、政府は新炉の建設にゴーサインを与えた10箇所を公表し、この中にハートルプールも含まれていた。もし建設が始まれば、1800MWの発電能力を持つ原子炉の建設を予定している。建設予算は50億ポンドから60億ポンド程度であり、建設に3000人以上の労働者が携わり、8年程度で建設可能であると見込み、完成後は600人のフルタイム雇用が発生すると見られる。新しい発電所は60年の寿命を予想している。
計画は環境主義団体のグリーンピースが反対している。地元の人々の一部はシートンクローから2.66kmの位置にある原発の動きに反対しており、一部は現在原発が失業率の高いこの地域の主な雇用主であるためこの計画に賛成している。2011年、これらの原子力計画以上に、日本の福島第一原子力発電所事故による懸念が広がっている。しかしながら、ハートルプールで計画中である原子炉は福島の物とは設計が違っており、加えて英国では同様の災害の可能性が無視できる程度である。